# مل‌سوخته
مِل‌سوخته، روستایی است از توابع بخش بردخون در شهرستان دیر استان بوشهر ایران.

## جمعیت
این روستا در دهستان بردخون قرار دارد و بر اساس سرشماری سال ۱۳۸۵ آمار رسمی جمعیت روستا ۶۲نفر (۱۱خانوار) می‌باشد.